# Dasyatis sabina

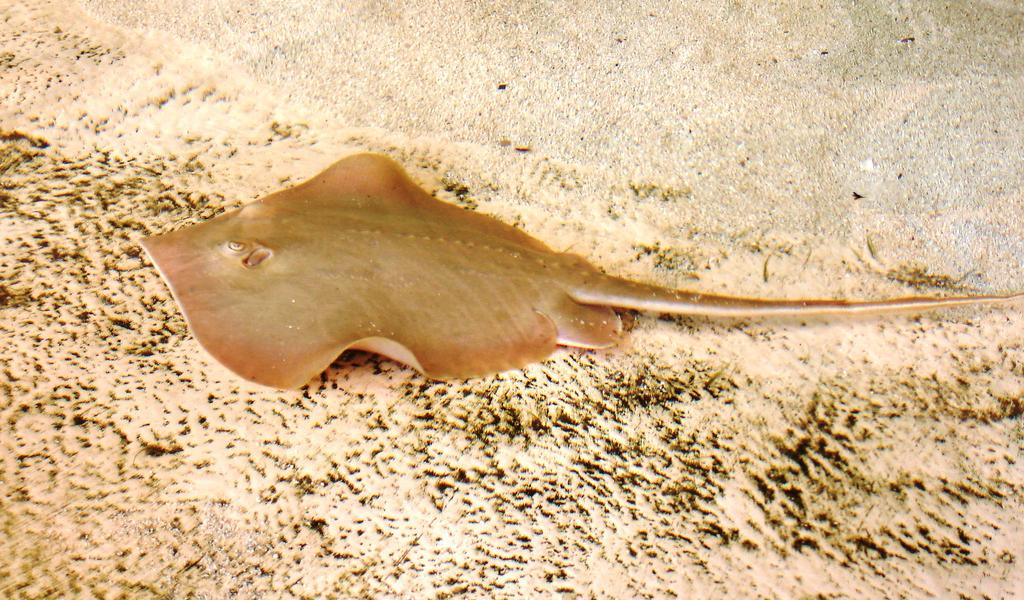
Exemplar fotografiat a Siesta Key (Florida, els Estats Units).

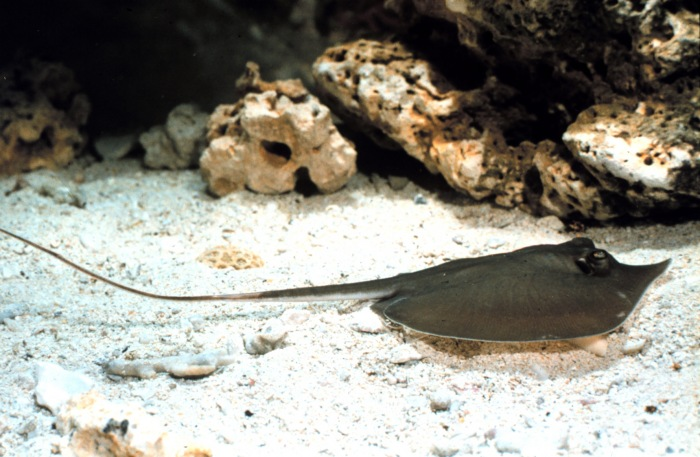
Dasyatis sabina

Dasyatis sabina és una espècie de peix de la família dels dasiàtids i de l'ordre dels myliobatiformes. És una rajada atlàntica.

## Morfologia
- Els mascles poden assolir 61 cm de longitud total i 4.870 g de pes.[2][3][4]

## Reproducció
És ovovivípar.

## Alimentació
Menja anemones, poliquets, petits crustacis i cloïsses.

## Depredadors
És depredat per Carcharhinus leucas.

## Hàbitat
És un peix de clima subtropical i demersal que viu fins als 25 m de fondària.

## Distribució geogràfica
Es troba a l'oceà Atlàntic occidental: des de la Badia de Chesapeake fins al sud de Florida i el Golf de Mèxic.

## Observacions
És inofensiu per als humans.